# Хойново (Ґраєвський повіт)
Хойново (пол. Chojnowo) — село в Польщі, у гміні Щучин Ґраєвського повіту Підляського воєводства.
Населення — 88 осіб (2011).
У 1975-1998 роках село належало до Ломжинського воєводства.

## Демографія
Демографічна структура станом на 31 березня 2011 року:
|          | Загалом | Допрацездатний вік | Працездатний вік | Постпрацездатний вік |
| -------- | ------- | ------------------ | ---------------- | -------------------- |
| Чоловіки | 46      | 9                  | 32               | 5                    |
| Жінки    | 42      | 7                  | 22               | 13                   |
| Разом    | 88      | 16                 | 54               | 18                   |